# Flashpoint (Rolling-Stones-Album)
Flashpoint ist ein Livealbum der Rolling Stones aus dem Jahre 1991.

## Album
Dieses Livealbum wurde während der Steel-Wheels-/Urban-Jungle-Tournee in den Jahren 1989–90 aufgenommen. Es beinhaltet Ausschnitte aus Konzerten in den USA, England, Japan, Spanien und Italien. Die Aufnahmen wurden mit Overdubs nachbearbeitet, gut erkennbar etwa an den Zuschauergeräuschen nach Ruby Tuesday, wo der identische Songwunsch-Ruf nach dem Titel Paint It Black zu hören ist wie auf der 1970er Live-LP Get Yer Ya-Ya’s Out! (dort vor Sympathy for the Devil).
Außerdem sind mit Highwire und Sexdrive zwei neue, in der Hit Factory in London Anfang 1991 entstandene Studioproduktionen enthalten. Im rockigen Highwire, das auch als Single veröffentlicht wurde, geht es anlässlich des Golf-Krieges um internationale Waffengeschäfte; ein weiterer Boykott der BBC war die Folge.
Die Produktion des Albums übernahmen Chris Kimsey und The Glimmer Twins, ein Pseudonym von Jagger/Richards. Der Name der Band erscheint auf dem Album durchgehend ohne Artikel als „RollingStones“. Das Cover zeigt vor rotem Hintergrund ein stark stilisiertes brennendes Streichholz in Form eines Piktogrammes, passend zum Titel des Albums (‚Flammpunkt‘ oder im übertragenen Sinne ‚Krisenherd‘).
Flashpoint erreichte Platz 6 der Charts in den USA und Platz 16 in Großbritannien.

## Titelliste
1. (Intro) Continental Drift (0:27)
2. Start Me Up (3:54)
3. Sad Sad Sad (3:36)
4. Miss You (5:53)
5. Rock and a Hard Place (4:51)
6. Ruby Tuesday (3:37)
7. You Can’t Always Get What You Want (7:19)
8. Factory Girl (2:48)
9. Can’t Be Seen (4:25)
10. Little Red Rooster (5:12)
11. Paint It Black (4:12)
12. Sympathy for the Devil (5:31)
13. Brown Sugar (4:12)
14. Jumping Jack Flash (5:00)
15. Satisfaction (6:09)
16. Highwire (4:46)
17. Sex Drive (5:04)

Alle Titel komponiert von Jagger/Richards außer Little Red Rooster, komponiert von Willie Dixon.
Auf der gleichzeitig erschienenen Schallplatte, trotz der Länge ein Einfachalbum, fehlen die Stücke Rock and a Hard Place und Can’t Be Seen.

## Musiker
- Mick Jagger – Gesang, Gitarre und Harmonika
- Keith Richards – Gesang, Gitarre
- Ron Wood – Gitarre
- Bill Wyman – Bass
- Charlie Watts – Schlagzeug
- Eric Clapton – Gitarre auf Little Red Rooster

Weitere Musiker: Matt Clifford (Tasteninstrumente und Waldhorn), Chuck Leavell (Tasteninstrumente), Bobby Keys (Saxophon); The Uptown Horns, The Kick Horns (Bläser); Bernard Fowler, Lisa Fischer, Cindy Mizelle, Tessa Niles und Katie Kissoon (Hintergrundgesang)

## Kommerzieller Erfolg

### Chartplatzierungen
| ChartsChartplatzierungen       | Höchstplatzierung | Wochen |
| ------------------------------ | ----------------- | ------ |
| Deutschland (GfK)              | 5 (27 Wo.)        | 27     |
| Österreich (Ö3)                | 6 (12 Wo.)        | 12     |
| Schweiz (IFPI)                 | 7 (21 Wo.)        | 21     |
| Vereinigte Staaten (Billboard) | 16 (17 Wo.)       | 17     |
| Vereinigtes Königreich (OCC)   | 6 (7 Wo.)         | 7      |

| ChartsJahrescharts (1991) | Platzierung |
| ------------------------- | ----------- |
| Deutschland (GfK)         | 40          |
| Schweiz (IFPI)            | 27          |

### Auszeichnungen für Musikverkäufe
| Land/Region                  | Auszeichnungen für Musikverkäufe (Land/Region, Auszeichnung, Verkäufe) | Verkäufe  |
| ---------------------------- | ---------------------------------------------------------------------- | --------- |
| Argentinien (CAPIF)          | Platin                                                                 | 60.000    |
| Deutschland (BVMI)           | Gold                                                                   | 250.000   |
| Europa (IFPI)                | Gold                                                                   | (500.000) |
| Frankreich (SNEP)            | 2× Gold                                                                | 200.000   |
| Japan (RIAJ)                 | Gold                                                                   | 100.000   |
| Kanada (MC)                  | Gold                                                                   | 50.000    |
| Neuseeland (RMNZ)            | Gold                                                                   | 7.500     |
| Niederlande (NVPI)           | Platin                                                                 | 100.000   |
| Österreich (IFPI)            | Gold                                                                   | 25.000    |
| Schweiz (IFPI)               | Gold                                                                   | 25.000    |
| Vereinigte Staaten (RIAA)    | Gold                                                                   | 500.000   |
| Vereinigtes Königreich (BPI) | Gold                                                                   | 100.000   |
| Insgesamt                    | 11× Gold · 2× Platin ·                                                 | 1.417.500 |

Hauptartikel: The Rolling Stones/Auszeichnungen für Musikverkäufe